# Edmond Colsenet
Edmond Eugène Colsenet, né le 20 avril 1847 à Besançon et mort le 26 mars 1925 dans la même ville, est un philosophe français.

## Biographie
Élève d'Elme Caro à l'École normale supérieure, il est classé cinquième au concours de l'agrégation de philosophie en 1872, puis est nommé professeur de philosophie au lycée de Lille. 
En 1880, sa thèse de doctorat intitulée Études sur la vie inconsciente de l'esprit reprend le concept de l'inconscient nouvellement introduit en France par la traduction en 1877 du livre d'Eduard von Hartmann : La Philosophie de l'inconscient. Colsenet écrit en introduction : « Au-dessous de la surface lumineuse qui s'offre à l'observation intérieure s'étend une région obscure et inaperçue, peuplée de phénomènes psychologiques dont nous ne saisissons que les derniers effets diversement combinées et modifiés (...) Chaque fait conscient plonge ses racines dans l'inconscient. ». Cependant, contrairement à Eduard von Hartmann, « il trace d'une main sûre, pour rester en deçà, la limite qui sépare la psychologie de la métaphysique.» .
En 1886, il est nommé professeur de philosophie à la faculté des lettres de Besançon dont il devient le doyen en 1888 ; il est membre de la Société d'émulation du Doubs en 1882 , et élu conseiller municipal de Besançon de 1889 à 1900. Il est fait chevalier de la Légion d'honneur en 1896.

## Notoriété
- Son nom est donné à une rue de Besançon en 1932 [6].

## Ouvrages
- Études sur la vie inconsciente de l'esprit. Thèse pour le doctorat présentée à la Faculté des lettres de Paris, Éd. Germer Baillière, coll. «Bibliothèque de philosophie contemporaine», 1880 (réédition en 200, Paris, Éditions L'Harmattan, coll. « Encyclopédie psychologique »[7]).
- De mentis essentia Spinoza quid senserit, thèse complémentaire, Paris, G. Baillière, 1880.
- L'esthétique : discours prononcé à la séance solennelle de rentrée des facultés le 29 novembre 1886, Besançon, Dodivers, 1886.
- Compte-rendu critique de : Fr. Paulhan, Les phénomènes affectifs et les lois de leur apparition ; essai de psychologie générale, dans Revue Philosophique de la France et de l'Étranger, tome 24, juillet-décembre 1887, p. 532-539.